# Centrolene geckoideum
Espèce
Statut de conservation UICN

 CR  : 
En danger critique
Centrolene geckoideum est une espèce d'amphibiens de la famille des Centrolenidae.

## Répartition
Cette espèce se rencontre de 1 750 à 2 500 m d'altitude :
- en Colombie sur la cordillère Occidentale, sur le versant Ouest de la cordillère Centrale et sur le versant Est de la cordillère Orientale ;
- dans le nord-ouest de l'Équateur sur le versant pacifique de la cordillère Occidentale.

## Publication originale
- Jiménez de la Espada, 1872 : Nuevos Batrácios Americanos. Anales de la Sociedad Española de Historia Natural, vol. 1, p. 85-88 (texte intégral).